# Gare centrale de Ngaoundéré
La gare centrale de Ngaoundéré est une gare ferroviaire camerounaise de la ligne de Yaoundé à Ngaoundéré. Elle est située au nord de la ville de Ngaoundéré dans le département de la Vina, en région de l'Adamaoua.

## Situation ferroviaire
La gare centrale de Ngaoundéré est le terminus de la ligne de Yaoundé à Ngaoundéré.

## Service des voyageurs

### Accueil
Gare terminus, elle dispose d'un grand bâtiment avec notamment : un hall voyageurs abrité avec guichet et une galerie marchande. 

### Desserte
Ngaoundéré est desservie par les trains qui circulent sur la ligne de Yaoundé à Ngaoundéré.

### Intermodalité
Un parking pour les véhicules y est disponible.

## Service des marchandises
Ngaoundéré est un point de déchargement pour les aliments frais qui sont ensuite chargés dans des camions pour le transport vers des points au nord du pays et même au Tchad. Tout en étant un véritable port sec, la gare de Ngaoundéré manque d'infrastructures appropriées pour le stockage des aliments frais. Les aliments sont laissés à l’air libre, à proximité d'autres types de marchandises, peu importe le type.
La gare marchandise dispose : de terminaux de fret, d'une zone industrielle ) proximité, d'un parking pour les camions et le transport lourd, d'un atelier de maintenance.
La gare est un lieu de transit de fret international : Cameroun (Coton, bétail...), Tchad (Coton, bétail...), Centrafrique (Coton, bétail...).